# Coll de Nargó

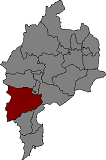
Położenie gminy na mapie comarki Alt Urgell

Coll de Nargó – gmina w Hiszpanii,  w Katalonii, w prowincji Lleida, w comarce Alt Urgell.
Powierzchnia gminy wynosi 151,41 km². Zgodnie z danymi INE, w 2005 roku liczba ludności wynosiła 600, a gęstość zaludnienia 3,96 osoby/km². Wysokość bezwzględna gminy równa jest 573 metry. Współrzędne geograficzne Coll de Nargó to 42°10'N 1°19'E.

## Liczba ludności z biegiem lat
- 1991 – 623
- 1996 – 606
- 2001 – 583
- 2004 – 591
- 2005 – 600

## Miejscowości
W skład gminy Coll de Nargó wchodzi sześć miejscowości, w tym miejscowość gminna o tej samej nazwie:
- Coll de Nargó – liczba ludności: 463
- Gavarra – 26
- Les Masies de Nargó – 30
- Montanissell – 28
- Sallent – 38
- Valldarques – 15